# Невское (Крым)
Не́вское  (до 1948 года Куль-Оба́; укр. Невське, крымскотат. Kül Oba, Куль Оба) — село в Красногвардейском районе Республики Крым, входит в состав Новопокровского сельского поселения (согласно административно-территориальному делению Украины — Новопокровского сельского совета Автономной Республики Крым).

## Население
| 2001 | 2014 |
| ---- | ---- |
| 291  | ↘251 |

Всеукраинская перепись 2001 года показала следующее распределение по носителям языка
| Язык             | Процент |
| ---------------- | ------- |
| русский          | 82.13   |
| крымскотатарский | 14.43   |
| другие           | 1.03    |

### Динамика численности
| - 1864 год — 65 чел. - 1886 год — 133 чел. - 1889 год — 167 чел. - 1892 год — 107 чел. - 1900 год — 176 чел. - 1905 год — 163 чел. - 1911 год — 253 чел. - 1915 год — 288/128 чел. - 1918 год — 236 чел. | - 1926 год — 290 чел. - 1931 год — 211 чел. - 1936 год — 251 чел. - 1939 год — 326 чел. - 1989 год — 231 чел. - 2001 год — 291 чел. - 2009 год — 256 чел. - 2014 год — 251 чел. |

## Современное состояние
На 2017 год в Невском числится 1 улица — Ленина; на 2009 год, по данным сельсовета, село занимало площадь 69,4 гектара на которой, в 91 дворе, проживало 256 человек. В селе действует фельдшерско-акушерский пункт

## География
Невское — село в степном Крыму на юго-востоке района. Состоит из одной улицы длиной 1,5 км, высота центра села над уровнем моря — 40 м. Соседние сёла: Владимирово в 4 км на запад, Красная Долина в 2,8 км на юг и Мускатное в 3,5 км на восток. Расстояние до райцентра — около 18 километров (по шоссе), там же ближайшая железнодорожная станция Урожайная. Транспортное сообщение осуществляется по региональной автодороге 35К-014 Красногвардейское — Нижнегорский (по украинской классификации — Т-0110).

## История
Немецкая лютеранская колония Гофнунгсталь (нем. Hoffnungstal), в переводе — «Долина надежд», или Куль-Оба, возникла, видимо, в 1850-х годах, так как в «Списке населённых мест Таврической губернии по сведениям 1864 года», составленном по результатам VIII ревизии 1864 года, уже значится Куль-Оба (она же Гонунсталь) — владельческая деревня немецких колонистов с 18 дворами и 65 жителями при колодцахъ. На 1867 год в колонии Гофнунгсталь действовало начальное училище с обучением на немецком языке. На трехверстовой карте 1865—1876 года колония Гофнугсталь (она же Кульоба) обозначена с 20 дворам.
После высочайшего утверждения Правила об устройстве поселян-собственников (бывших колонистов)…, 4 июня 1871 года была образована немецкая Эйгенфельдская волость, в которую включили Гофнунгсталь. На 1886 год в деревне Гофнунгсталь (Куль-Оба), согласно справочнику «Волости и важнѣйшія селенія Европейской Россіи», проживало 191 человек в 26 домохозяйствах, действовал протестантский молитвенный дом и лавка. Согласно «Памятной книге Таврической губернии 1889 года» по результатам Х ревизии 1887 года в колонии было 18 дворов и 142 жителя.
После земской реформы 1890 года отнесли к Тотанайской волости. Согласно «…Памятной книжке Таврической губернии на 1892 год», в селе Кульоба, входившем в Кульобинское сельское общество, было 167 жителей в 22 домохозяйствах. По «…Памятной книжке Таврической губернии на 1900 год» в Куль-Обе было 176 жителей в 23 дворах. По Статистическому справочнику Таврической губернии. Ч.II-я. Статистический очерк, выпуск пятый Перекопский уезд, 1915 год, в деревне Кульоба Тотанайской волости Перекопского уезда числилось 27 дворов (25 дворов с землёй, 2 — безземельные) с немецким населением в количестве 288 человек приписных жителей и 128 «посторонних», из которых 218 мужчин и 198 женщин. Жители владели 4424 десятинами удобной земли. В хозяйствах имелось 258 лошадей, 204 вола, 152 коровы и 217 голов мелкого скота. В 1918 году в селении было 236 жителей.
После установления в Крыму Советской власти и учреждения 18 октября 1921 года Крымской АССР, в составе Джанкойского уезда был образован Курманский район, в состав которого включили село. В 1922 году уезды получили название округов. 11 октября 1923 года, согласно постановлению ВЦИК, в административное деление Крымской АССР были внесены изменения, в результате которых был ликвидирован Курманский район и село включили в состав Джанкойского. Согласно Списку населённых пунктов Крымской АССР по Всесоюзной переписи 17 декабря 1926 года, в селе Кульоба, Ново-Покровского сельсовета (в котором село состоит всю дальнейшую историю) Джанкойского района, числилось 52 двора, из них 50 крестьянских, население составляло 290 человек, из них 254 немца, 1 украинцев, 17 русских, 1 записан в графе «прочие», действовала немецкая школа. Постановлением Президиума КрымЦИКа «Об образовании новой административной территориальной сети Крымской АССР» от 26 января 1935 года был создан немецкий национальный (лишённый статуса национального постановлением Оргбюро ЦК КПСС от 20 февраля 1939 года) Тельманский район (с 14 декабря 1944 года — Красногвардейский) и Кульобу, с населением 251 человек включили в его состав. По данным всесоюзной переписи населения 1939 года в селе проживало 326 человек.
Вскоре после начала Великой Отечественной войны, 18 августа 1941 года крымские немцы были выселены, сначала в Ставропольский край, а затем в Сибирь и северный Казахстан.
После освобождения Крыма от фашистов, 12 августа 1944 года было принято постановление № ГОКО-6372с «О переселении колхозников в районы Крыма» по которому в район из областей Украины и России переселялись семьи колхозников, а в начале 1950-х годов последовала вторая волна переселенцев из различных областей Украины. С 25 июня 1946 года Кульоба в составе Крымской области РСФСР. Указом Президиума Верховного Совета РСФСР от 18 мая 1948 года, Кульобу переименовали в деревню Невская. 26 апреля 1954 года Крымская область была передана из состава РСФСР в состав УССР. По данным переписи 1989 года в селе проживал 231 человек. С 12 февраля 1991 года село в восстановленной Крымской АССР, 26 февраля 1992 года переименованной в Автономную Республику Крым. С 21 марта 2014 года в составе Крыма аннексировано Россией.